# 在日カザフスタン人
在日カザフスタン人（ざいにちカザフスタンじん）は、日本に一定期間在住するカザフスタン国籍の者である。日本国籍を有して、かつカザフスタンにゆかりのあるものはカザフスタン系日本人。在日カザフ人協会は2021年に設立された。

## 統計
日本の法務省の在留外国人統計によると、2023年12月末時点で在日カザフスタン人は733人である。
在留資格別（3位まで）
| 順位 | 在留資格                 | 人数 |
| ---- | ------------------------ | ---- |
| 1    | 留学                     | 281  |
| 2    | 家族滞在                 | 135  |
| 3    | 技術・人文知識・国際業務 | 118  |

都道府県別（5位まで）
| 順位 | 都道府県 | 人数 |
| ---- | -------- | ---- |
| 1    | 東京     | 243  |
| 2    | 神奈川   | 70   |
| 3    | 茨城     | 56   |
| 4    | 大阪     | 45   |
| 5    | 千葉     | 33   |

在日カザフスタン大使館によると、2021年の時点で、191人のカザフ国民と、中国、モンゴル、ウズベキスタンからの約70人のカザフ民族が、仕事や勉強のために日本に永住している。

## 著名人
- 高橋　純一郎[4]
- 金峰山晴樹
- 風冨山泰雅
- 阿彦哲郎